# Бечанская Буда
Бечанская Буда (бел. Бячанская Буда) — деревня в Озеранском сельсовете Житковичского района Гомельской области Беларуси.
На юге и востоке граничит с лесом.

## География

### Расположение
В 37 км на юг от районного центра и железнодорожной станции Житковичи (на линии Лунинец — Калинковичи), 270 км от Гомеля.

## Транспортная сеть
Транспортные связи по просёлочной, затем автомобильной дороге Черничи — Житковичи. Планировка состоит из 2 плавно изогнутых широтных улиц, соединенных между собой на востоке и западе. Застройка двусторонняя, деревянная, усадебного типа.

## История
Согласно письменным источникам известна с XIX века как деревня в Туровской волости Мозырского уезда Минской губернии. В 1930 году жители вступили в колхоз. Во время Великой Отечественной войны в июле 1943 года немецкие оккупанты сожгли 30 дворов и убили 9 жителей. 17 жителей погибли на фронте. Согласно переписи 1959 года в составе колхоза «Советская Беларусь» (центр — деревня Озераны).
Место великой схимы святителя Кирилла Туровского.

## Население

### Численность
- 2004 год — 19 хозяйств, 25 жителей.

### Динамика
- 1897 год — 19 дворов, 76 жителей (согласно переписи).
- 1908 год — 89 жителей.
- 1917 год — 110 жителей.
- 1940 год — 31 двор, 170 жителей.
- 1959 год — 251 житель (согласно переписи).
- 2004 год — 19 хозяйств, 25 жителей.